# Ambasada Republicii Moldova în Statele Unite ale Americii
Ambasada Republicii Moldova în Statele Unite ale Americii (în engleză Embassy of Moldova) este misiunea diplomatică a Republicii Moldova în Statele Unite ale Americii, cu sediul la Washington, D.C.. Este situată pe adresa 2101 S Street, nord-vestul orașului Washington, în cartierul Kalorama.
Ambasada oferă servicii consulare cetățenilor Republicii Moldova care locuiesc sau călătoresc în SUA și Canada.

## Istoric
Statele Unite ale Americii au recunoscut independența Republicii Moldova pe 25 decembrie 1991 și a stabilit relații diplomatice cu Moldova pe 28 februarie 1992. 
Republica Moldova și-a deschis ambasada în Washington, DC, în decembrie 1993, după ce Statele Unite și-au deschis ambasada în Republica Moldova în martie 1992.

## Sediul

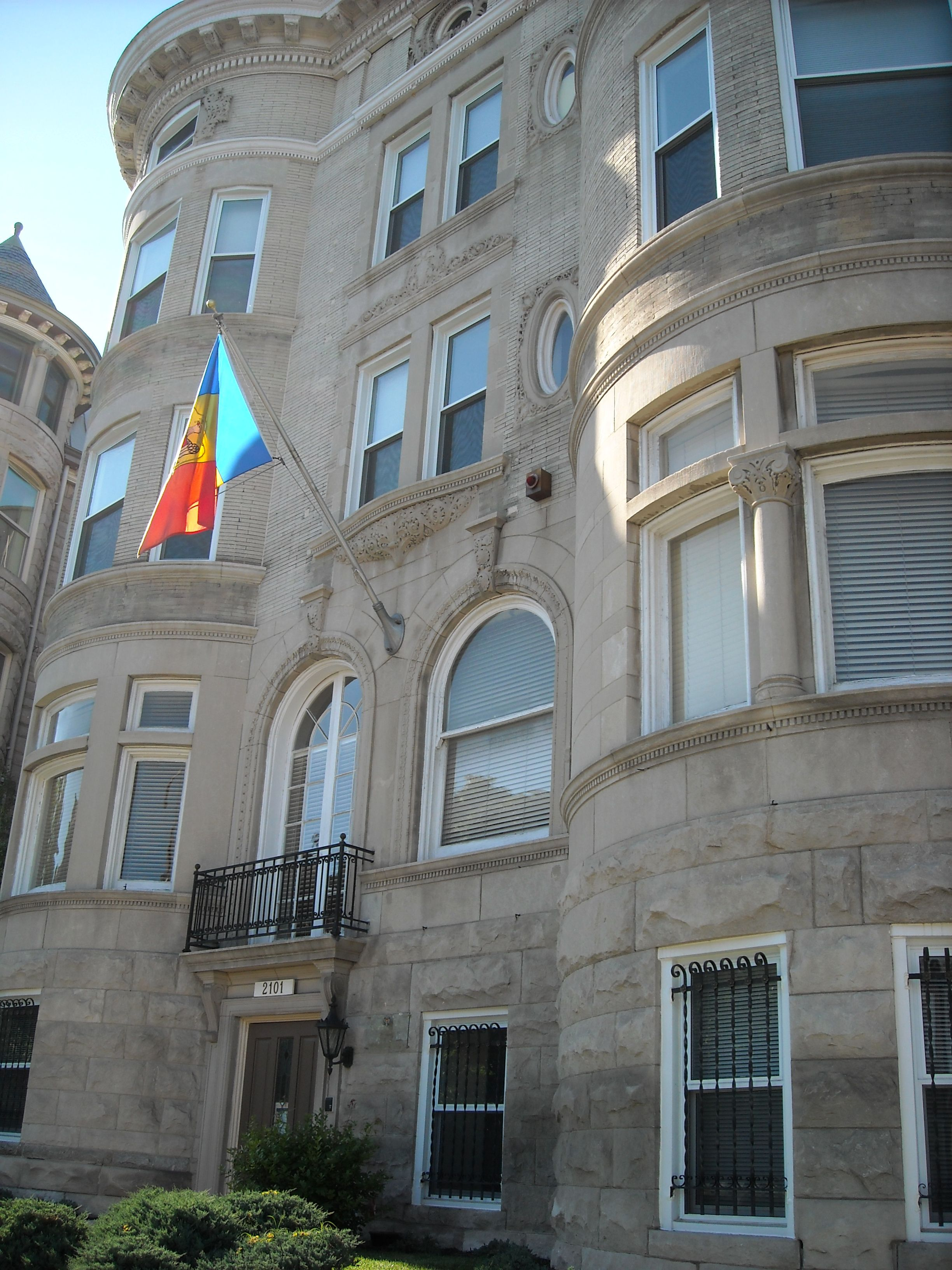
Sediul ambasadei

Înainte de anul 1998, sediul ambasadei era situat pe adresa 1511 K Street, Northwest Washington, D.C. Din 1998, sediul ambasadei Moldovei este situat pe adresa 2101 S Street, Northwest Washington, în cartierul Sheridan-Kalorama, făcând parte din districtul istoric. Valoarea de piață a imobilului în 2009 era cotată la $1.301.060. 
Construită în 1898, clădirea în stil Beaux-Arts a servit inițial drept rezidență privată a Secretarului SUA pentru Agricultură James Wilson. În afară de Wilson, printre proprietarii notabili ai clădirii au fost: Secretarul Adjunct SUA pentru Trezorie James H. Moyle, delegația Imperiului Otoman, delegația Imperiului Persan, Directorul Serviciului de Reclamații al SUA Frederick Haynes Newell, economistul Alfred E. Kahn, Guvernatorul Serviciului Poștal al SUA Timothy Lionel Jenkins, sediu al Scientific Time Sharing Corporation și sediu al American Visions magazine.

## Lista ambasadorilor[2]
| №  | Nume                | Portret | Mandat            | Mandat            |
| -- | ------------------- | ------- | ----------------- | ----------------- |
| 1  | Nicolae Țîu         |         | decembrie 1993    | 28 iulie 1998     |
| 2  | Ceslav Ciobanu      |         | 26 octombrie 1998 | 13 februarie 2002 |
| 3  | Mihail Manoli       |         | 18 mai 2002       | 19 mai 2006       |
| 4  | Nicolae Chirtoacă   |         | 4 august 2006     | 17 decembrie 2009 |
| 5  | Igor Munteanu       |         | 16 august 2010    | 4 iunie 2015      |
| 6  | Aureliu Ciocoi      |         | 10 iulie          | 14 noiembrie 2017 |
| 7  | Cristina Balan      |         | 11 mai 2018       | 20 iunie 2019     |
| 8  | Eugen Caras         |         | 16 martie 2020    | 30 mai 2022       |
| 9  | Viorel Ursu         |         | 30 mai 2022       | 30 iunie 2025     |
| 10 | Vladislav Kulminski |         | din 30 iunie 2025 |                   |